# Bill Connors
|  | Denne artikel omhandler jazzmusikeren. For baseballspilleren, se Billy Connors. |
Bill Connors (født 24 september 1949 i Los Angeles, Californien) er en amerikansk guitarist.
Connors fik sit gennembrud med Chick Corea´s gruppe, Return to Forever (1973-1974). 
Han begyndte efter at havde forladt denne gruppe, at spille akustisk guitar, og lavede to solo indspilninger på pladeselskabet ECM og en kvartet plade med Jack DeJohnette, Gary Peacock og Jan Garbarek. 
Connors vendte i begyndelsen af 1980´erne tilbage til den elektriske guitar, og indpillede i 1984 Step It, med bl.a. Dave Weckl, hvor han spiller i en John Coltrane/Police inspireret stil.
Han har ligeledes gennem tiden spillet med bl.a. Lee Konitz, Stanley Clarke, Paul Bley, Jan Hammer, Steve Swallow og Eddie Marshall.

## Udvalgt Diskografi
- Theme To The Guardian
- Of Mist and Melting
- Swimming With A Hole in My Body
- Step IT
- Double Up
- Assembler
- Return

### Med Return To Forever
- Hymn To The Seventh Galaxy